# Kleč (priimek)
Kleč je priimek v Sloveniji, ki ga je po podatkih Statističnega urada Republike Slovenije na dan 1. januarja 2010 uporabljalo 62 oseb.

## Znani nosilci priimka
- Blaž Kleč (*1986), rokometaš
- Frida Kleč (*1954), učiteljica in profesorica
- Milan Kleč (*1954), književnik (pisatelj, pesnik, dramatik)
- Rado Kleč (1907 - 1990), glasbeni pedagog, dirigent ...
- Teja Kleč, oblikovalka
- Tomaž Kleč (*1959), rokometaš, trener